# Alchornea ulmifolia
Alchornea ulmifolia là một loài thực vật có hoa trong họ Đại kích. Loài này được (Müll.Arg.) Hurus. mô tả khoa học đầu tiên năm 1954.